# 似鱗鎧甲蝦
似鱗鎧甲蝦（学名：Galathea subsquamata）为鎧甲蝦科鎧甲蝦屬下的一个种。